# Пурсьюг-Буку
Пурсью́г-Буку́ (фр. Poursiugues-Boucoue) — коммуна во Франции, находится в регионе Аквитания. Департамент — Атлантические Пиренеи. Входит в состав кантона Арти-э-Пеи-де-Субестр. Округ коммуны — По.
Код INSEE коммуны — 64457.

## География

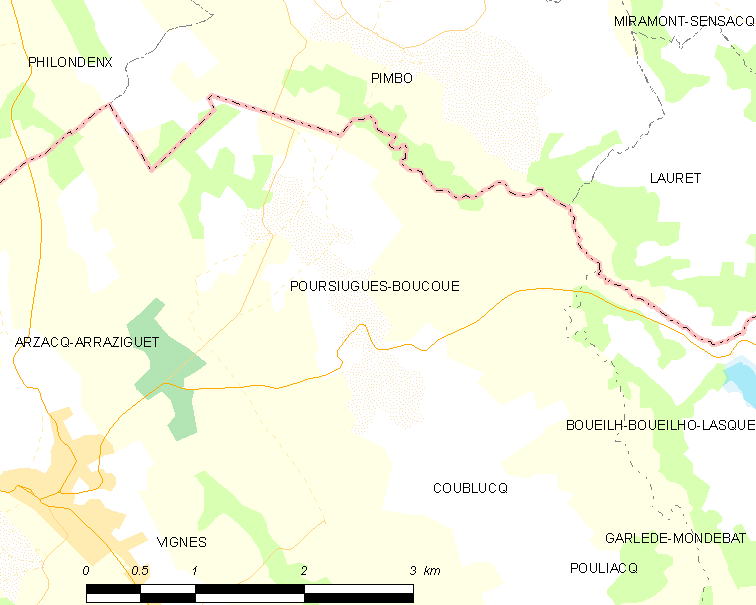
Карта коммуны

Коммуна расположена приблизительно в 630 км к югу от Парижа, в 145 км южнее Бордо, в 28 км к северу от По.
На юго-западе коммуны протекает река Лут, а на северо-востоке — река Габас.

### Климат
Климат тёплый океанический. Зима мягкая, средняя температура января — от +5°С до +13°С, температуры ниже −10 °C бывают редко. Снег выпадает около 15 дней в году с ноября по апрель. Максимальная температура летом порядка 20-30 °C, выше 35 °C бывает очень редко. Количество осадков высокое, порядка 1100 мм в год. Характерна безветренная погода, сильные ветры очень редки.

## Население
Население коммуны на 2010 год составляло 205 человек.
| 1962 | 1968 | 1975 | 1982 | 1990 | 1999 | 2010 |
| ---- | ---- | ---- | ---- | ---- | ---- | ---- |
| 252  | 248  | 229  | 208  | 204  | 204  | 205  |

## Администрация
| Период | Период | Фамилия              | Партия | Примечания |
| ------ | ------ | -------------------- | ------ | ---------- |
| 1995   | 2001   | Филипп Жиро-Шаррерон |        |            |
| 2001   | 2020   | Реймон Тремуле       |        |            |

## Экономика
В 2010 году среди 121 человека трудоспособного возраста (15-64 лет) 94 были экономически активными, 27 — неактивными (показатель активности — 77,7 %, в 1999 году было 66,1 %). Из 94 активных жителей работали 88 человек (51 мужчина и 37 женщин), безработных было 6 (4 мужчины и 2 женщины). Среди 27 неактивных 10 человек были учениками или студентами, 9 — пенсионерами, 8 были неактивными по другим причинам.

## Достопримечательности
- Церковь Св. Лаврентия (XV век)[4]
- Церковь Св. Лупа (XIX век)[5]